# Madison Square Garden
Pour les articles homonymes, voir MSG.
Le Madison Square Garden (souvent abrégé « MSG » et familièrement connu sous le terme « The Garden ») est une salle omnisports et de concert située dans l'arrondissement de Manhattan à New York.
L'édifice est contrôlé par l'entreprise éponyme, Madison Square Garden, L.P., une filiale d'Altice USA qui possède plusieurs franchises sportives professionnelles jouant au Garden. Dans l'histoire, il y a eu quatre bâtiments constituant le Madison Square Garden. Les deux premiers ont été situés au coin nord-est de Madison Square (sur Madison Avenue et la 26e rue), c'est de là que vient le nom de la salle. Plus tard un nouveau Garden de 15 000 places (ouvert le 15 décembre 1925) a été construit sur la 50e rue et 8e Avenue, puis le Garden actuel (ouvert le 11 février 1968) a été édifié sur la 7e Avenue entre les 31e et 33e rues, près de la Pennsylvania Station. La salle actuelle est officieusement connue comme « The World's Most Famous Arena ». Ouvert seulement en 1968, le Garden est la deuxième plus ancienne arena fonctionnelle de la Ligue nationale de hockey (LNH) après le Climate Pledge Arena de Seattle qui date de 1962. Il est l'une des deux arenas de la LNH (avec le TD Garden de Boston) à utiliser une bande sonore en guise de sirène des buts.
L'arena prête son nom au MSG Network, un réseau de télévision par câble qui retransmet la plupart des événements sportifs qui se tiennent dans le Garden. Elle est également l'hôte de concerts et de divers spectacles, notamment de cirque et de catch, ainsi que de meetings politiques. Le Madison Square Garden a une capacité de 19 033 places pour le basket-ball, 18 006 places pour le hockey sur glace, 20 000 pour les concerts et 5 600 en configuration théâtre (WaMu Theater at Madison Square Garden). MSG dispose de 89 suites de luxe et 540 sièges de club.
Actuellement, le Garden abrite les matchs de certaines équipes professionnelles et universitaires :
- au basket-ball, les Knicks de New York (NBA) et le Red Storm de Saint John de l'université de Saint John (basket-ball universitaire - NCAA) ;
- au hockey sur glace, les Rangers de New York (LNH).

Il a également servi de vélodrome, et a donné son nom à un type de course cycliste en salle. Les plus grands artistes du rock et de la musique populaire se sont produits dans l'actuel MSG depuis 1968.
Dans le passé, c'était un haut lieu de la boxe. La plupart des grands combats américains se sont joués au Madison Square Garden, notamment ceux de Joe Louis, le duel Roberto Duran-Ken Buchanan ou la première rencontre Joe Frazier-Muhammad Ali. Avant que certains organisateurs de combats de boxe comme Don King ou Bob Arum décident de faire jouer les grandes rencontres à Las Vegas, le Garden était considéré comme la « Mecque de la boxe ».

## Histoire
Quatre différentes salles new-yorkaises se sont successivement appelées « Madison Square Garden ». Les deux premières étaient situées sur Madison Square, d'où leur nom. Plus tard, on en construisit une autre à l'angle de la 50e rue et de la 8e avenue, et enfin celle que l'on connaît actuellement, au-dessus de Pennsylvania Station, à l'angle de la 33e rue et de la 7e avenue.

### 1879-1890
L'emplacement du premier Madison Square Garden, maintenant connu sous le nom de « Madison Square Garden I », était autrefois une gare de la New York and Harlem Railroad située sur la 26e rue et Madison Avenue. Quand la station a été déplacée dans Grand Central Terminal en 1871, le site a été vendu à Phineas Taylor Barnum et reconverti en hippodrome sous le nom de « Barnum's Monster Classical and Geological Hippodrome ». En 1876, il a été rebaptisé « Gilmore's Garden » en l'honneur de Patrick Gilmore.
Le richissime entrepreneur William Henry Vanderbilt a officiellement renommé le Gilmore's Garden en « Madison Square Garden » et il a rouvert la salle au public le 31 mai 1879. La première arène a été à l'origine construite pour le cyclisme sur piste.

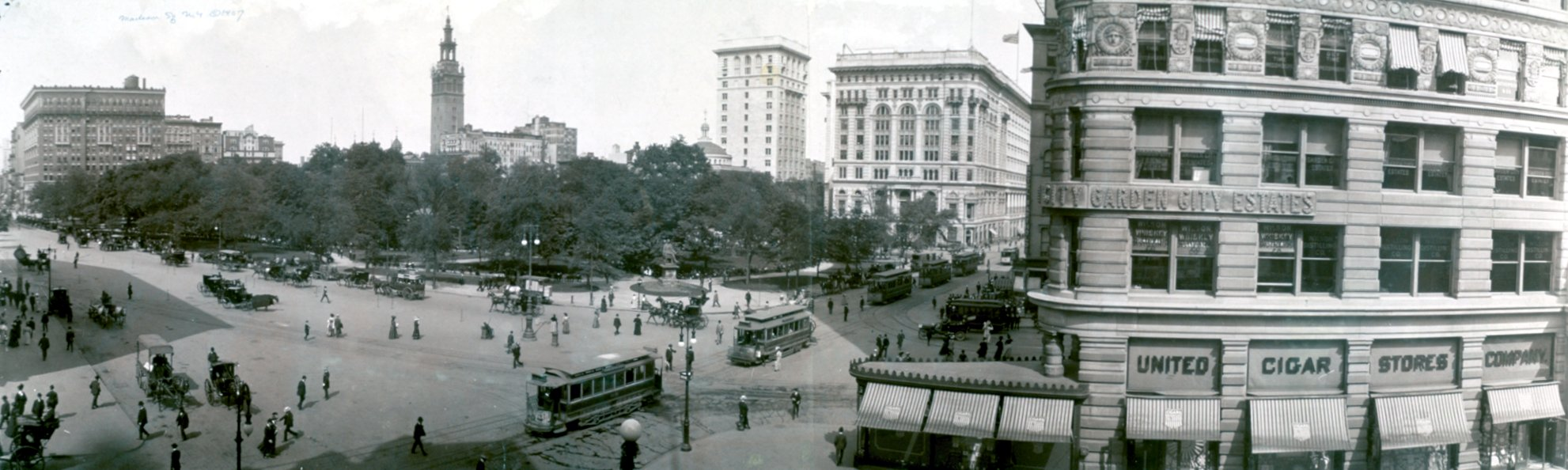
Madison Square en 1908.

### 1890-1925

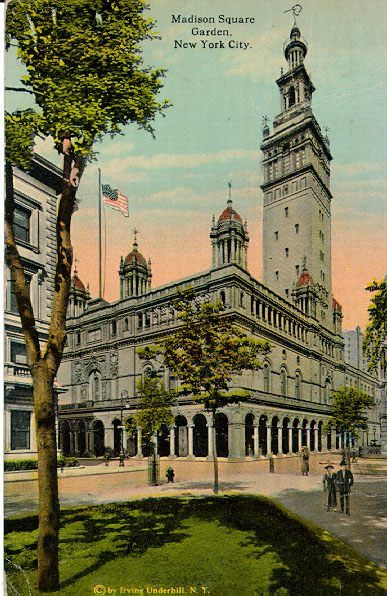
Madison Square Garden II.

Le second Madison Square Garden (maintenant connu sous le nom de « Madison Square Garden II »), également situé à l'angle de la 26e rue et de Madison Avenue a été conçu par l’architecte Stanford White. Son malheureux créateur connut un destin tragique : le 25 juin 1906, il fut assassiné sur le toit du Garden par Harry K. Thaw, époux jaloux d'Evelyn Nesbit, une jeune femme mannequin que Stanford White avait séduite.
La nouvelle structure d'architecture Maures avait une taille de 61 × 148 mètres avec une tour en forme de minaret de 32 étages. Le hall principal du Garden, était le plus grand au monde, il mesurait 61 × 106 mètres avec une capacité de 8 000 sièges et la surface au sol pouvait en accueillir des milliers en plus.
Sur le Garden était une statue de Diana qui est maintenant au Philadelphia Museum of Art. Une copie est dans le Metropolitan Museum of Art. La statue mesure 5,5 mètres de haut et est faite de cuivre finement travaillé avec des dorures. Elle a été conçue par Augustus Saint-Gaudens, et a été faite par W. H. Mullins à Salem (Ohio).
Il a accueilli la Democratic National Convention de 1924, qui a élu John W. Davis après 103 votes. Le bâtiment fut détruit afin de construire le New York Life Building.

### 1925-1968
Le troisième Garden, maintenant connu sous le nom de « Madison Square Garden III », a été construit à l'angle de la 50e rue et de la 8e Avenue par le promoteur Tex Rickard. Construit en 249 jours et inauguré le 15 décembre 1925, le bâtiment sera surnommé « The House That Tex Built » (« la maison construite par Tex »). Les Rangers de New York, équipe de hockey sur glace formée par Rickard seront appelés par la presse les « Tex's Rangers ».
Tandis que le Ringling bros. and Barnum & Bailey circus débutait au Garden en 1919, le troisième Garden a vu un grand nombre d'événements. Le cirque était si important pour la salle que quand les Rangers de New York ont joué les finales de la Coupe Stanley 1928, l'équipe avait été forcée de jouer tous les matches sur la route (les Rangers ont gagné la série). Le cirque avait continué à se produire dans le Garden plus de trois fois par jour, à plusieurs reprises frappant les Rangers hors du Garden au temps des finales durant toute la vie du Madison Square Garden III. Même au MSG IV, les matchs devaient commencer aussi tard que 21 h pour s'adapter au cirque.
Le 17 janvier 1941, 23 190 personnes assistaient au combat de boxe entre Fritzie Zivic et Henry Armstrong. C'est le record d'assistance de tous les Gardens.
En 1989, la salle fut détruite et remplacée par le One Worldwide Plaza.

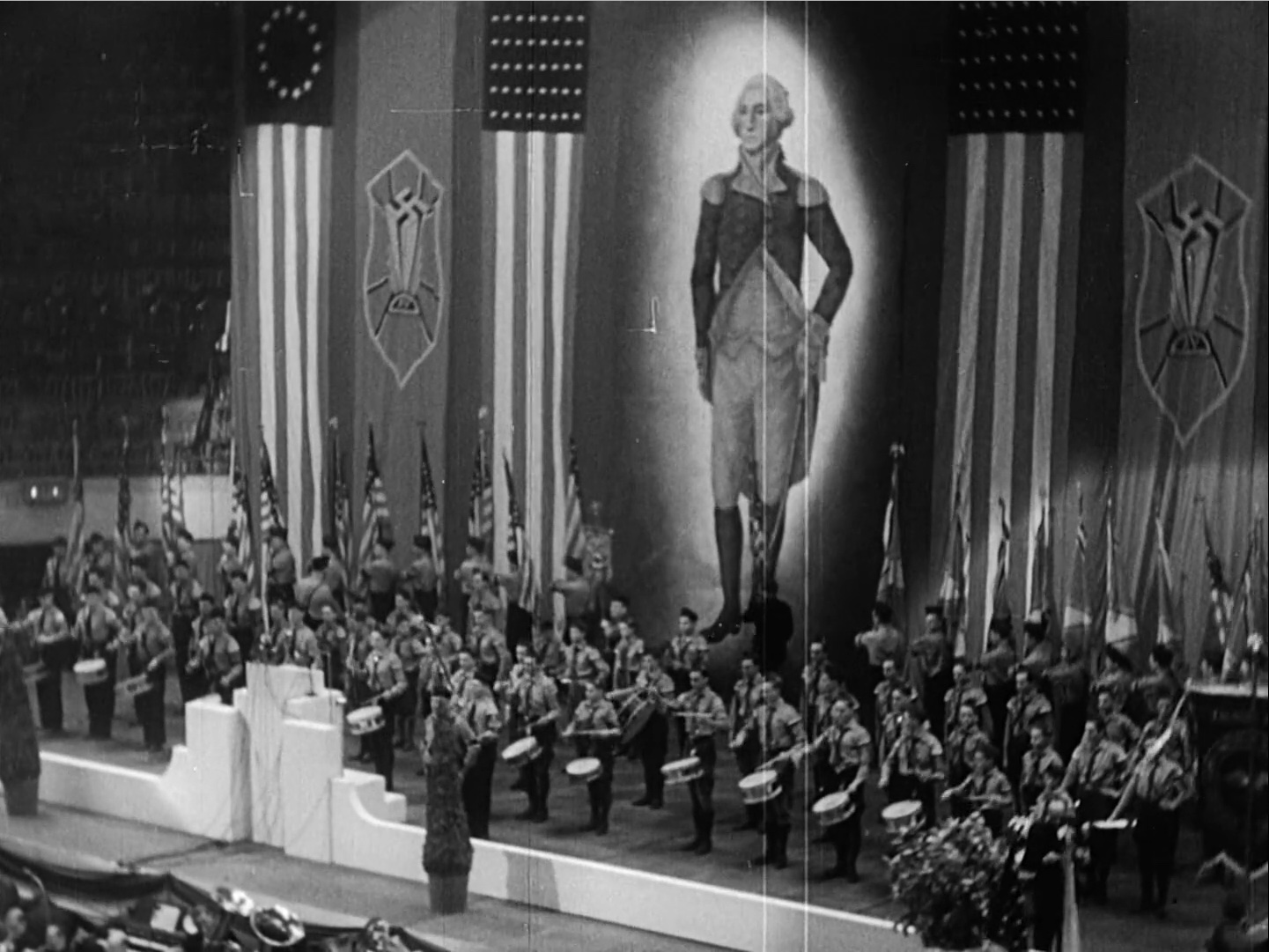
Meeting nazi en 1939.
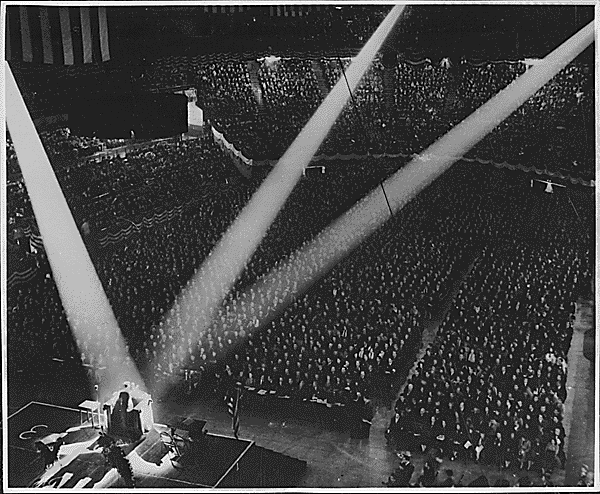
Meeting en 1940.

### De 1968 à nos jours

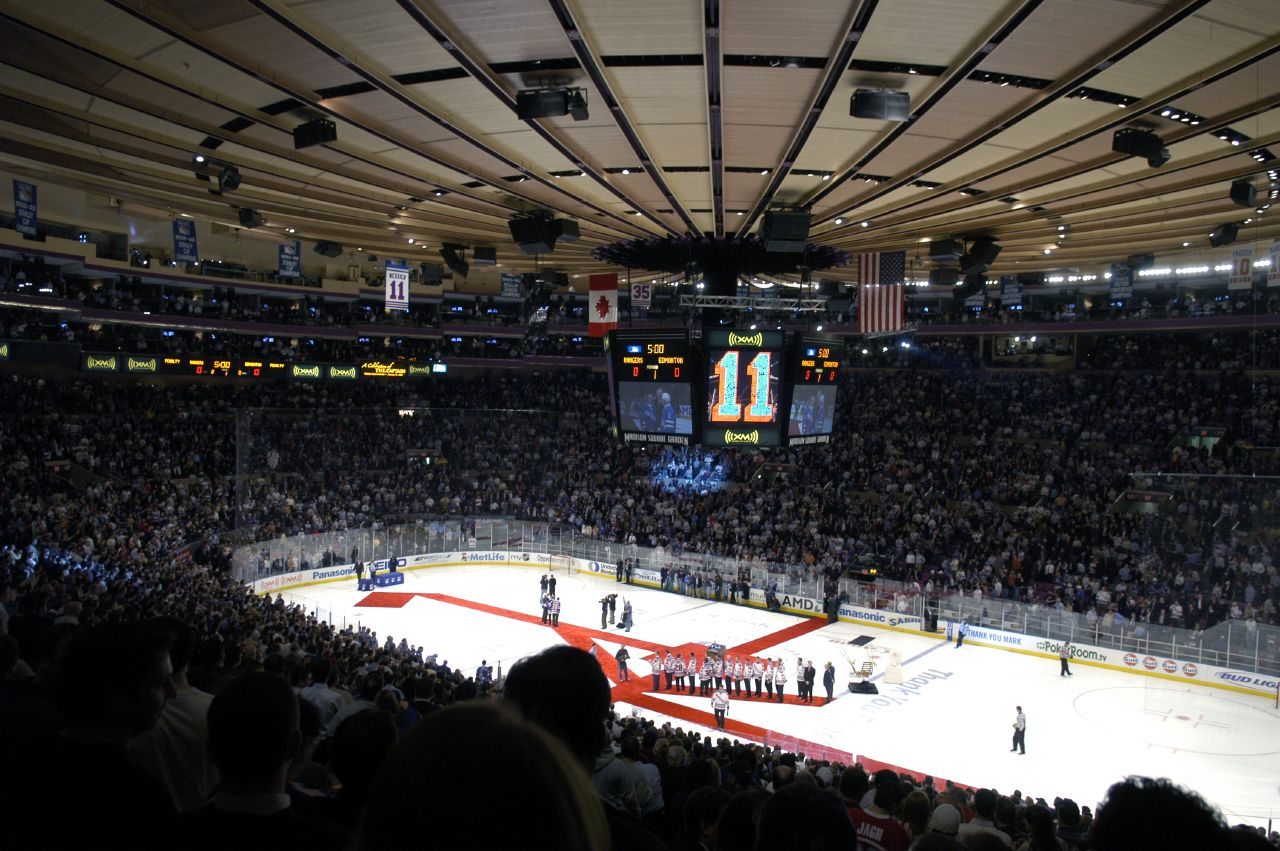
La patinoire des Rangers.

Le 11 février 1968, le quatrième Madison Square Garden, « Madison Square Garden IV », fut ouvert après que la Pennsylvania Railroad, dans une situation financière difficile, eut détruit la Pennsylvania Station (bien que les voies soient restées dessous). Il coûta 43 millions dollars. Le Garden est aujourd'hui le hub du Madison Square Garden Center connu sous le nom de Pennsylvania Plaza (généralement raccourci en « Penn Plaza »). C'est là que les Rolling Stones donnèrent le concert correspondant à l'album live de 1969 : Get yer Ya Ya's Out.
En 1972, le Président du Garden, Irving Mitchell Felt, avait proposé de déplacer les Knicks de New York et les Rangers de New York dans un nouvel aréna prévue dans le New Jersey (Meadowlands Arena). Cette décision était le résultat des impôts immobiliers excédent entre le Garden et la ville de New York dus par MSG. La situation s'est évasée encore plus en 1980 quand il y avait une menace rapportée par le Garden sur le mouvement des Knicks de New York au Nassau Coliseum et des Rangers de New York au Meadowlands Arena si ses impôts immobiliers n'étaient pas réduits. Les deux menaces n'ont pas été prises sérieusement par la ville, cependant le déménagement n'a jamais eu lieu.
En 1991, le propriétaire du Garden a dépensé 200 millions de dollars pour rénover l'arena, en ajoutant un tableau d'affichage central et 89 suites.
En 2004-2005, Cablevision a été impliqué dans une bataille intense avec la ville de New York contre le futur West Side Stadium car il concurrenceraient leur arène. Pendant la bataille, Cablevision a annoncé des plans de rénovations pour 360 millions de dollars. Quand le projet du West Side Stadium fut finalement arrêté, Cablevision déclara vouloir détruire le Garden pour en reconstruire un nouveau sur la 9e avenue.

#### Bagarre générale Knicks-Nuggets
Le 16 décembre 2006, lors de la rencontre des Knicks de New York face aux Nuggets de Denver au Madison Square Garden, une bagarre générale éclate alors qu'il reste moins de 2 minutes de jeu et que le sort de la partie est déjà joué (119 à 100 pour Denver). L'altercation commence à la suite d'une faute grossière de Mardy Collins sur J. R. Smith parti en contre-attaque. Les deux joueurs en viennent aux mains, puis le reste des joueurs, Nate Robinson et J. R. Smith se battant même dans les tribunes. La tension retombe après l'intervention de la sécurité et de certains joueurs qui tentent de calmer les esprits. C'est alors que Carmelo Anthony assène un coup de poing au visage de Mardy Collins. Le coéquipier de celui‑ci, Jared Jeffries, tente de faire justice lui-même mais les joueurs et la sécurité l'en empêchent, évitant que la situation ne dégénère.
Finalement, dix joueurs sont expulsés par les arbitres. Cette affaire rappelle une autre rixe entre Ron Artest et Ben Wallace. À l'époque, Artest avait été suspendu pour le reste de la saison.
Quelques jours plus tard, la NBA sanctionne Carmelo Anthony de 15 matchs de suspension, Nate Robison et J. R. Smith de 10 matchs, ainsi que 6 et 4 respectivement pour Mardy Collins et Jared Jeffries.

### Rénovations
En 2008, les propriétaires du Madison Square Garden ont présenté un plan de modernisation de 500 millions de dollars pour le bâtiment. Le vétuste édifice a été remodelé de haut en bas, avec l'installation de nouvelles suites de luxe plus proches du terrain, un nouveau tableau d'affichage en haute définition et beaucoup d'autres améliorations. La capacité a été légèrement diminuée et passera de 18 200 à 18 006 sièges.
La transformation du Garden est effectuée en trois ans et s'est terminée en 2013. L'intérieur de l'édifice est entièrement métamorphosé et modernisé. En octobre 2013, on assiste au dévoilement final de la transformation du MSG. Le projet a couté pas moins d'un milliard de dollars. Parmi les changements, on y retrouve l'ajout de deux passerelles suspendues au nord et sud de la salle, inspirées des ponts iconiques de la ville de New York. Ces passerelles occupent 430 sièges qui offrent une vue en plongée sur l'action. Ces sièges sont dédiés aux détenteurs de billets et sont situés en sorte que la vue ne soit pas obstruée. Le tableau indicateur est aussi complètement nouveau. Celui-ci occupe une superficie d'écran quatre fois plus grande que le tableau indicateur précédent. Des suites et des loges de luxes sont ajoutées ainsi que toutes les sections de sièges sont remplacées par de nouvelles sections de sièges plus modernes. L'extérieur de l'édifice est aussi touché par ses grandes rénovations. L'entrée principale, qui est aussi l'emplacement de la vente des billets, située sur la 7e avenue, est passé de 580 pieds carrés à 1 800 pieds carrés, ce qui est une augmentation d'environ 310 %. Deux écrans vidéos de 600 pieds carrés ont été installés au plafond de l'entrée principale.

## Les grandes premières
- 12 février 1879 : ouverture de la première patinoire artificielle d’Amérique du Nord.
- 1902 : premier match professionnel de football américain dans une salle fermée.
- 1934 : premier match universitaire de basket-ball, entre l’université Notre-Dame et l’université de New York
- 29 février 1940 : première rencontre de basket-ball retransmise à la télévision (Fordham University contre université de Pittsburgh)
- 19 mars 1954 : au septième round, Joey Giardello est vainqueur par KO de Willie Tory, dans la première retransmission d’un combat de boxe en télévision couleur haute définition.

## Évènements
- National Invitation Tournament (NIT) de 1938 à 2020 et 2022
- NBA All-Star Game 1954, 21 janvier 1954
- NBA All-Star Game 1955, 18 janvier 1955
- NBA All-Star Game 1968, 23 janvier 1968
- NBA All-Star Game 1998, 8 février 1998
- NBA All-Star Game 2015, 15 février 2015
- 26e Match des étoiles de la Ligue nationale de hockey, 30 janvier 1973
- 45e Match des étoiles de la Ligue nationale de hockey, 22 janvier 1994
- Finale Coupe Stanley en 1928, 1929, 1932, 1933, 1937, 1940, 1950, 1972, 1979, 1994 et 2014
- WNBA All-Star Game 1999, 14 juillet 1999
- WNBA All-Star Game 2003, 12 juillet 2003
- WNBA All-Star Game 2006, 12 juillet 2006
- Coupe du monde de hockey 1996
- Masters de tennis masculin de 1977 à 1989
- Republican National Convention en 2004
- Democratic National Conventions en 1924, 1976, 1980 et 1992
- Ringling bros. and Barnum & Bailey circus
- Millrose Games

- WrestleMania I 1985, WrestleMania X 1994, WrestleMania XX 2004

### Grands concerts
Beaucoup de vedettes internationales se sont produites et continuent à jouer au Garden, ainsi que les artistes américains en vue. Pour la période du Garden IV, on peut citer :
- 1968 : Bing Crosby et Bob Hope
- 1969 : The Jimi Hendrix Experience
- 1969 : The Rolling Stones
- 1969 : The Doors
- 1969 : Janis Joplin
- 1969 : Johnny Cash
- 1970 : Creedence Clearwater Revival
- 1970 : The Doors
- 26 janvier 1970 : Jimi Hendrix avec sa formation Band of Gypsys (Jimi Hendrix quitte la scène après avoir interprété trois chansons, étant incapable d'assurer la suite du concert)
- 1971 : George Harrison pour le The Concert for Bangladesh, 1er concert caritatif de l'histoire (avec Eric Clapton, Ringo Starr, Billy Preston, Badfinger, Bob Dylan...)
- 1972 : Elvis Presley
- 1972 : John Lennon et Yoko Ono (One-To-One Concert, concert caritatif)
- 1972 : The Rolling Stones
- 1973 : Alice Cooper
- 1973 : Neil Young
- 1973 : Led Zeppelin
- 1974 : Elton John (John Lennon est venu interpréter trois morceaux, dont Whatever Gets You Through The Night, à la suite d'un pari avec Elton John)
- 1974 : Frank Sinatra
- 1974 : Bob Dylan
- 1974 : David Bowie
- 1974 : Eric Clapton
- 1974 : The Who
- 1975 : The Rolling Stones
- 1975 : Led Zeppelin
- 1975 : Black Sabbath
- 1975 : Bob Dylan
- 1976 : Aerosmith
- 1976 : David Bowie
- 1976 : Elton John
- 1976 : Wings
- 1976 : Black Sabbath
- 1976 : Peter Frampton
- 1976 : The Who
- 1977 : Led Zeppelin
- 1977 : Crosby, Stills & Nash
- 1977 : Eagles
- 1977 : Emerson, Lake & Palmer
- 1977 : Yes
- 1977 : Fleetwood Mac
- 1977 : Genesis
- 1977 : Pink Floyd
- 1977 : Parliament-Funkadelic
- 1977 : KISS
- 1977 : Queen
- 1978 : Aerosmith
- 1978 : Bob Marley
- 1978 : Bob Dylan
- 1978 : David Bowie
- 1978 : Queen
- 1978 : Jethro Tull
- 1979 : AC/DC
- 1979 : KISS
- 1979 : Fleetwood Mac
- 1979 : Grateful Dead
- 1979 : Supertramp
- 1979 : Concert No Nukes
- 1980 : Billy Joel
- 1980 : Genesis
- 1980 : Queen
- 1980 : Bruce Springsteen
- 1981 : AC/DC
- 1981 : The Police
- 1981 : Rush
- 1981 : Van Halen
- 1981 : Styx
- 1981 : The Jacksons
- 1981 : The Rolling Stones
- 1982 : The Police
- 1982 : Ozzy Osbourne
- 1982 : Scorpions
- 1982 : Queen
- 1982 : Elton John
- 1982 : Judas Priest
- 1982 : Van Halen
- 1982 : Rush
- 1983 : Billy Joel
- 1983 : AC/DC
- 1983 : Neil Young
- 1983 : David Bowie
- 1983 : Joni Mitchell
- 1983 : ZZ Top
- 1983 : Iron Maiden
- 1983 : Genesis
- 1984 : Ozzy Osbourne
- 1984 : Duran Duran
- 1984 : Van Halen
- 1984 : Yes
- 1984 : Scorpions
- 1984 : Judas Priest
- 1984 : Billy Joel
- 1984 : Rod Stewart
- 1984 : Elton John
- 1984 : Rush
- 1984 : The Jacksons
- 1985 : U2
- 1985 : Madonna (The Virgin Tour)
- 1985 : Phil Collins
- 1985 : Tina Turner
- 1985 : Dire Straits
- 1986 : Aerosmith
- 1986 : Bryan Adams
- 1986 : Bob Dylan et Tom Petty
- 1986 : Neil Diamond
- 1986 : Prince
- 1986 : Stevie Nicks
- 1986 : Elton John
- 1986 : Bob Seger
- 1986 : Stevie Wonder
- 1986 : Genesis
- 1986 : Billy Joel
- 1986 : Lionel Richie
- 1986 : Peter Gabriel
- 1987 : Iron Maiden
- 1987 : Bryan Adams
- 1987 : Duran Duran
- 1987 : Tom Petty
- 1987 : Bon Jovi
- 1987 : Billy Idol
- 1987 : Motley Crue
- 1987 : Grateful Dead
- 1987 : U2
- 1987 : Pink Floyd
- 1987 : Rush
- 1987 : Bruce Springsteen
- 1987 : Tina Turner
- 1987 : Madonna (Who's That Girl Tour)
- 1988 : Michael Jackson (Bad World Tour)
- 1988 : Grateful Dead
- 1988 : Rod Stewart
- 1988 : Prince
- 1988 : Elton John
- 1989 : Paul McCartney
- 1989 : R.E.M.
- 1989 : Elton John
- 1989 : Stevie Ray Vaughan
- 1990 : KISS
- 1991 : Guns N' Roses
- 1991 : Neil Young
- 1991 : INXS
- 1991 : Sting
- 1991 : Rush
- 1992 : Bruce Springsteen
- 1992 : Rod Stewart
- 1992 : Dire Straits
- 1992 : U2
- 1992 : Elton John
- 1993 : Peter Gabriel
- 1993 : Depeche Mode
- 1993 : Billy Joel
- 1993 : Neil Diamond
- 1993 : Sade
- 1993 : Madonna (The Girlie Show World Tour)
- 1994 : Barbra Streisand
- 1994 : Nine Inch Nails
- 1994 : Aerosmith
- 1994 : Rush
- 1994 : Eric Clapton
- 1995 : Tom Petty
- 1995 : Beastie Boys
- 1995 : R.E.M.
- 1995 : Elton John
- 1996 : AC/DC
- 1996 : Bob Seger
- 1996 : Rod Stewart
- 1996 : The Who
- 1996 : KISS
- 1996 : Céline Dion
- 1996 : Neil Young
- 1996 : The Smashing Pumpkins
- 1996 : Stone Temple Pilots
- 1996 : Mariah Carey
- 1996 : Red Hot Chili Peppers
- 1997 : Metallica
- 1997 : Céline Dion
- 1997 : David Bowie
- 1998 : Rolling Stones
- 1998 : Janet Jackson
- 1998 : KISS
- 1998 : Spice Girls
- 1998 : Céline Dion
- 1998 : Pearl Jam
- 1999 : Shania Twain
- 1999 : Cher
- 1999 : Lenny Kravitz
- 1999 : Metallica
- 2000 : Elton John
- 2000 : Bruce Springsteen
- 2000 : Mariah Carey
- 2000 : Barbra Streisand
- 2001 : Janet Jackson
- 2001 : Michael Jackson (Michael Jackson - 30th Anniversary Celebration)
- 2001 : Madonna (Drowned World Tour)
- 2001 : Britney Spears (Dream Within a Dream Tour)
- 2001 : Paul McCartney, organisateur du Concert For NYC pour les victimes des attentats du 11 septembre 2001
- 2001 : U2
- 2001 : Scissor Sisters
- 2002 : Paul McCartney
- 2002 : The Rolling Stones
- 2003 : Jay-Z
- 2003 : Pearl Jam
- 2003 : KISS
- 2004 : Beastie Boys
- 2004 : Madonna (Re-Invention Tour)
- 2005 : Oasis
- 2005 : Paul McCartney
- 2005 : The Rolling Stones
- 2005 : Eminem
- 2005 : U2
- 2006 : Mariah Carey
- 2006 : Madonna (Confessions Tour)
- 2006 : Rain
- 2006 : Barbra Streisand
- 2007 : Elton John
- 2007 : The Police
- 2007 : Bruce Springsteen
- 2007 : Nelly Furtado
- 2007 : Justin Timberlake
- 2007 : Aventura
- 2008 : Justice
- 2008 : The Cure
- 2008 : Tina Turner
- 2008 : Bon Jovi
- 2008 : Céline Dion
- 2008 : Madonna (Sticky and Sweet Tour)
- 2008 : Janet Jackson
- 2009 : Britney Spears (The Circus Starring: Britney Spears)
- 2009 : Eric Clapton
- 2009 : Beyonce
- 2009 : Taylor Swift
- 2009 : Blink-182
- 2009 : KISS
- 2009 : Depeche Mode
- 2009 : Mariah Carey
- 2010 : Muse
- 2010 : Lady Gaga
- 2010 : Rihanna
- 2010 : Phoenix
- 2010 : Justin Bieber
- 2010 : Shakira
- 2010 : Usher
- 2010 : The Black Eyed Peas
- 2010 : Rammstein
- 2011 : Linkin Park
- 2011 : Lady Gaga
- 2011 : Lemonade Mouth
- 2011 : Katy Perry
- 2011 : Swedish House Mafia
- 2011 : LCD Soundsystem
- 2012 : The Black Keys
- 2012 : Madonna (The MDNA Tour)
- 2012 : Justin Bieber
- 2012 : One Direction
- 2012 : Paul McCartney, organisateur du 12.12.12 pour les victimes de l'ouragan Sandy (avec Bruce Springteen, The Rolling Stones, Roger Waters, Eric Clapton…)
- 2013 : Ed Sheeran
- 2013 : Austin Mahone
- 2014 : Lady Gaga
- 2015 : U2
- 2015 : Madonna (Rebel Heart Tour)
- 2015 : Stromae
- 2016 : Ellie Goulding
- 2016 :  5 Seconds of Summer
- 2016 : Justin Bieber
- 2016 : David Gilmour
- 2016 : Shawn Mendes
- 2017 : Scorpions
- 2017 : Ariana Grande avec pour première partie Little Mix
- 2018 : Harry Styles
- 2018 : Elton John
- 2018 : Travis Scott
- 2019 : KISS
- 2019 : Vulfpeck
- 2022 : Burna Boy
- 2022 : Harry Styles
- 2023 : Muse
- 2024 : Madonna (The Celebration Tour)

## Galerie

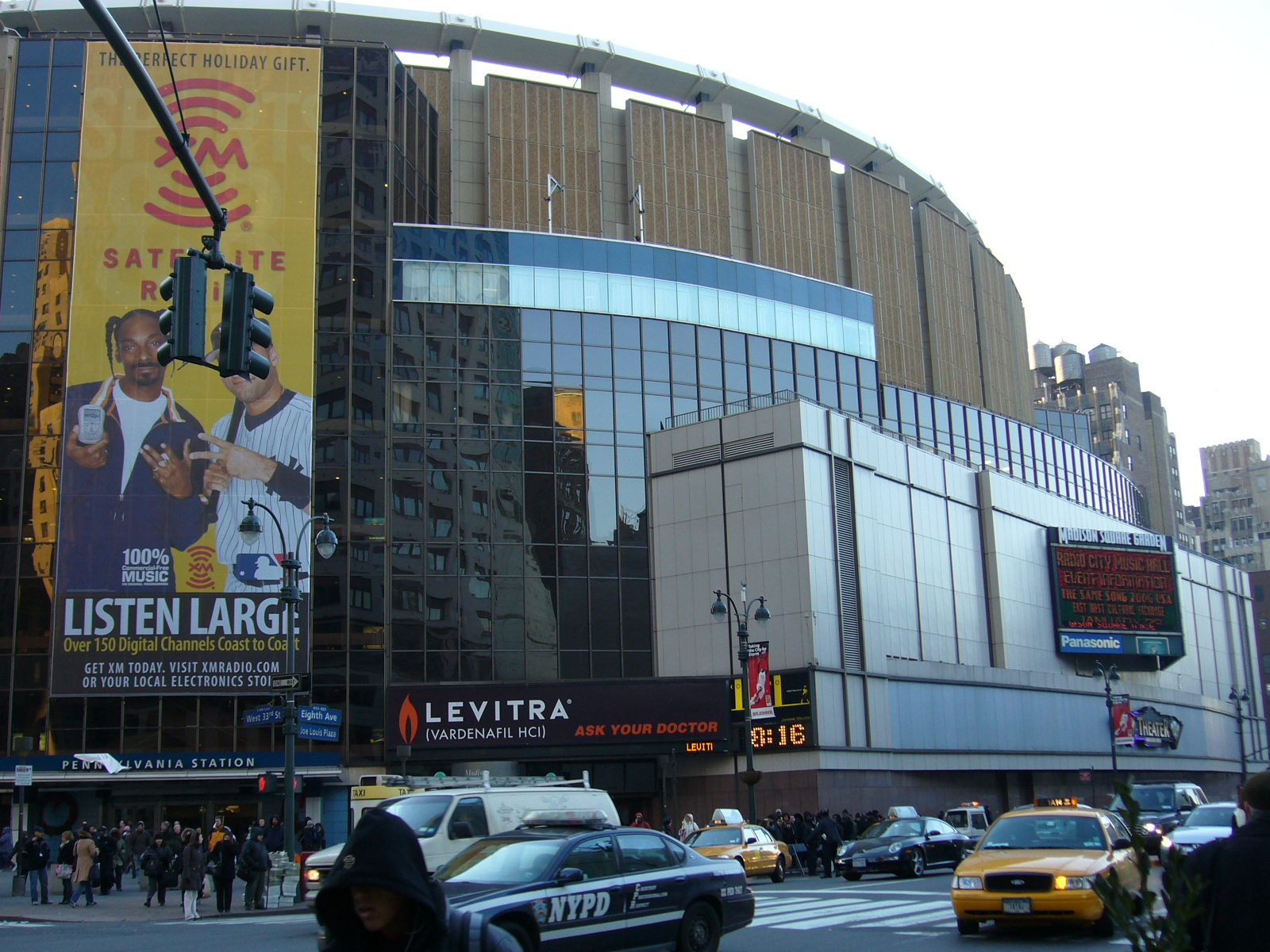
Le Garden (2005).
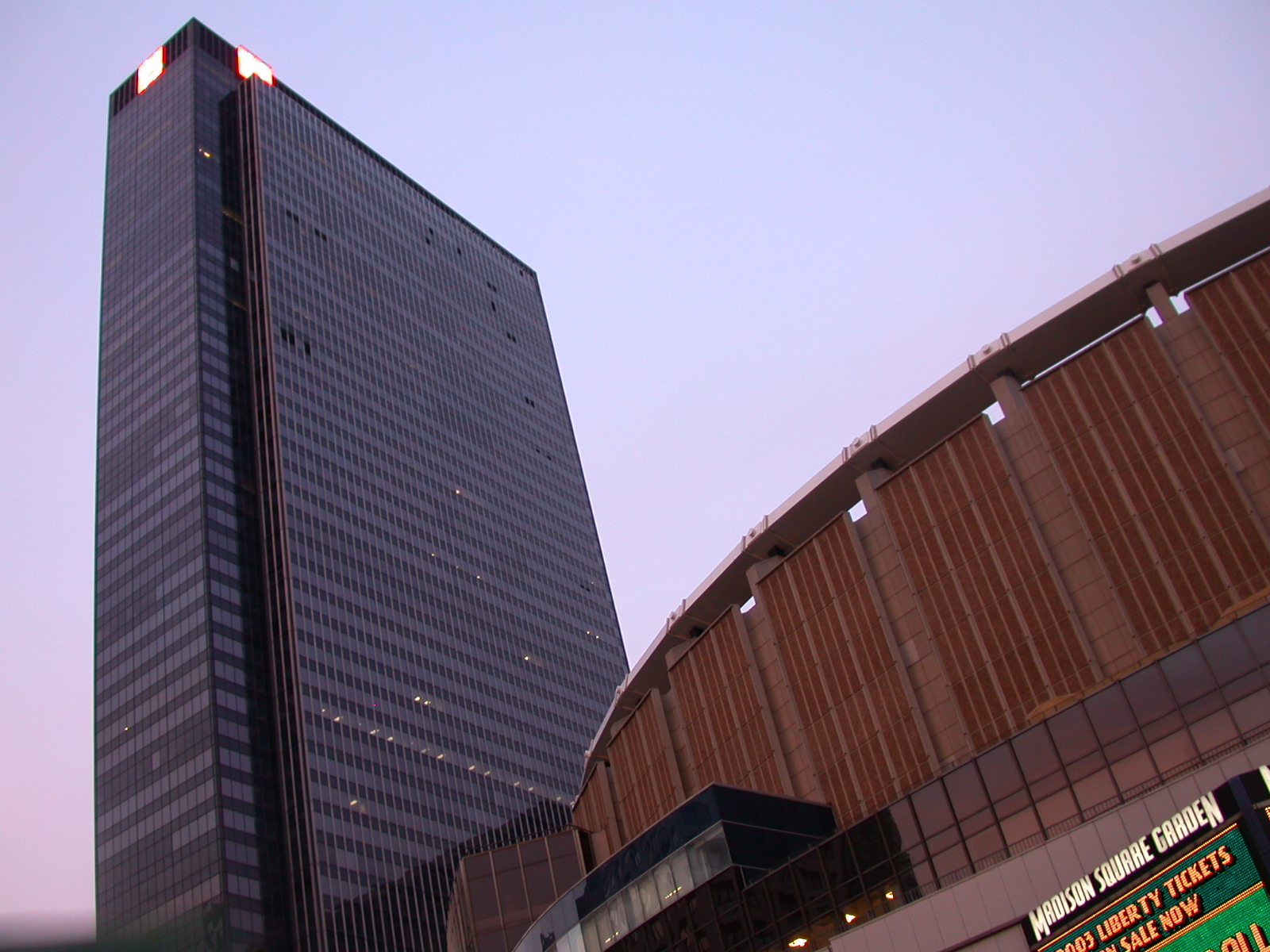
MSG et One Penn Plaza.
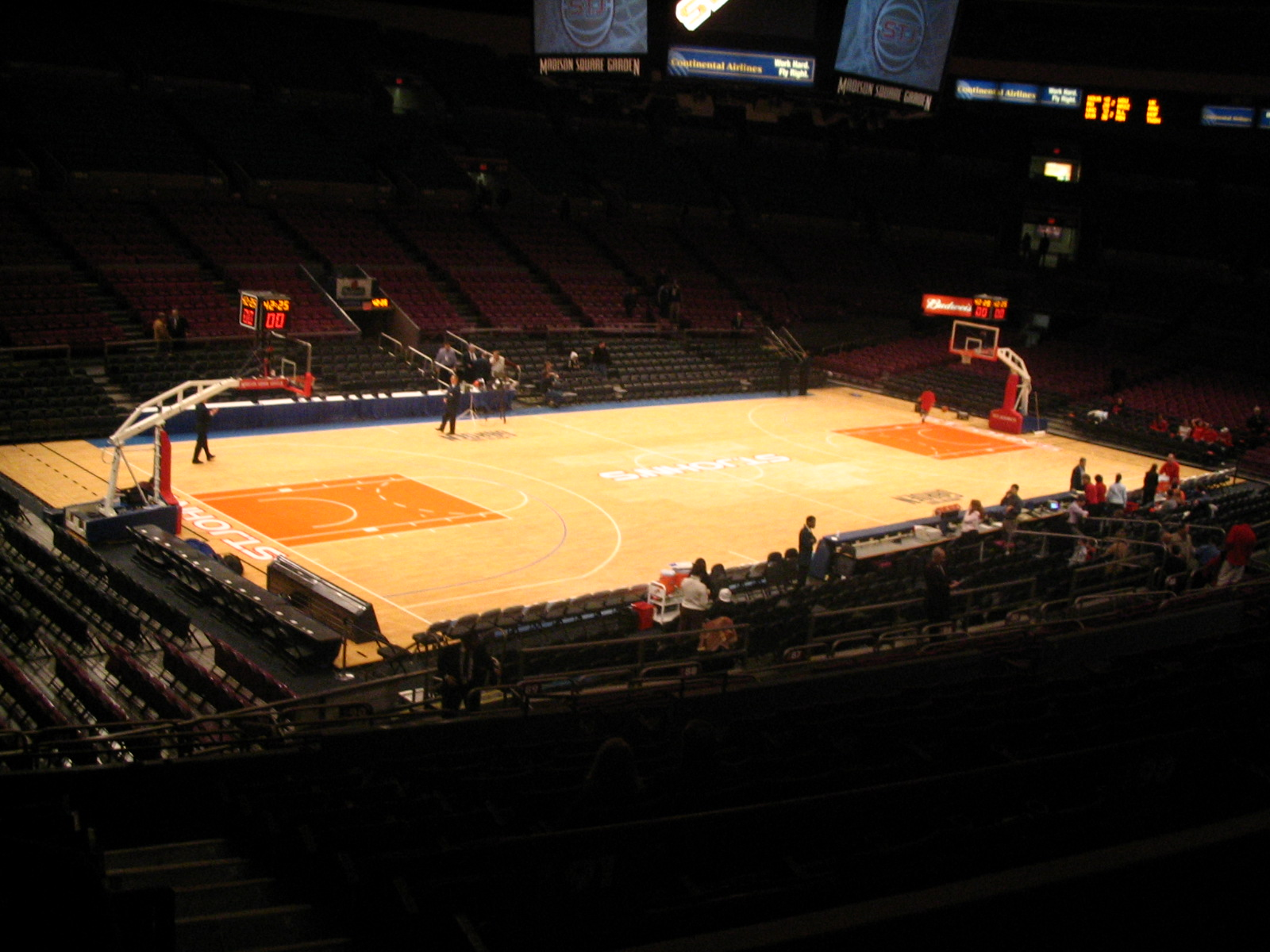
Parquet du Garden.
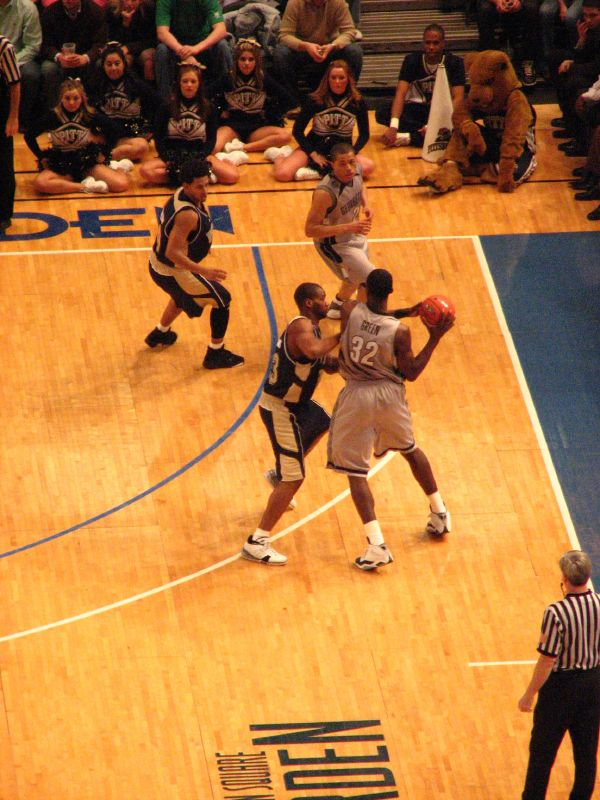
Basketball au Garden.
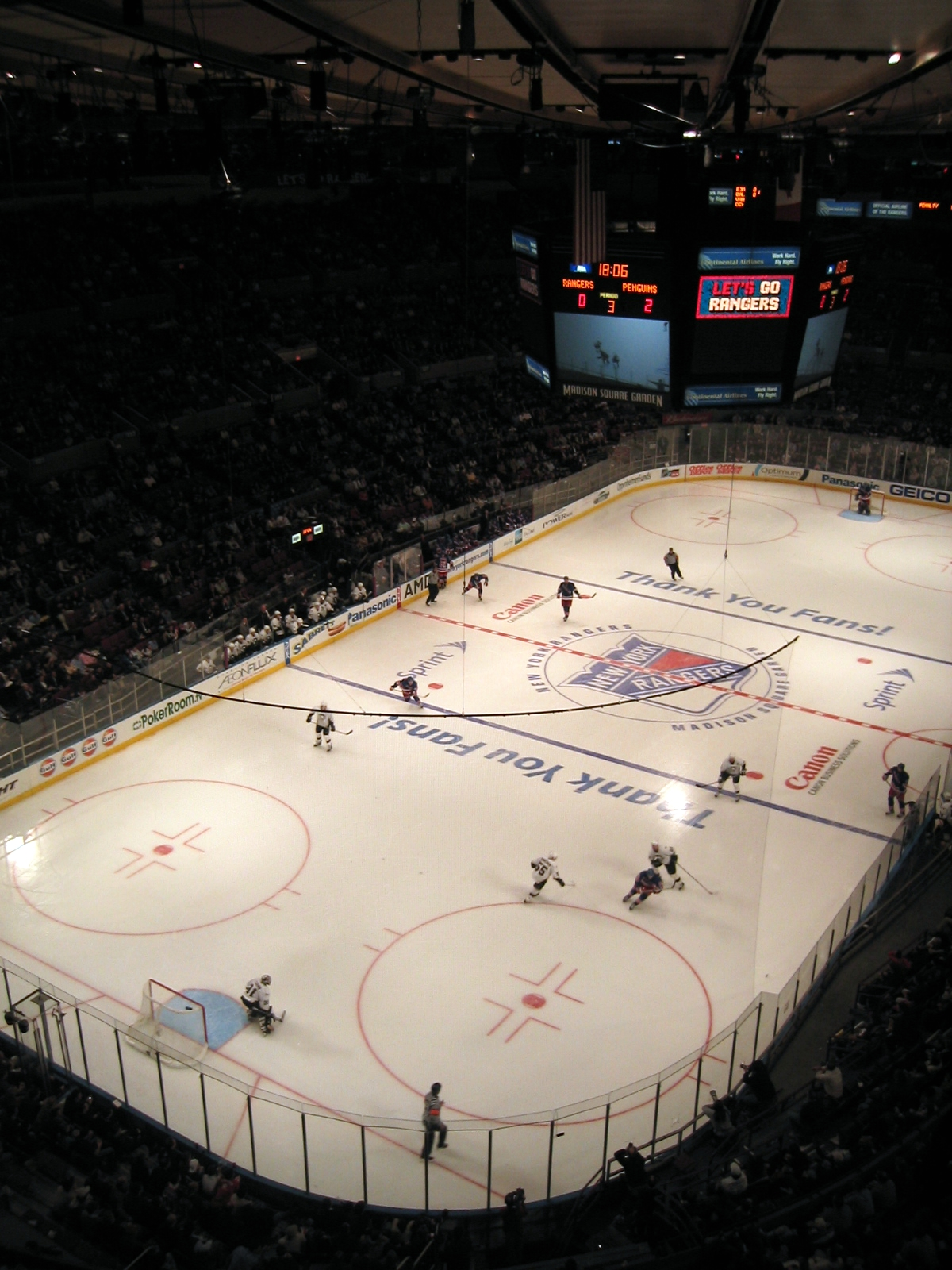
Match des Rangers.
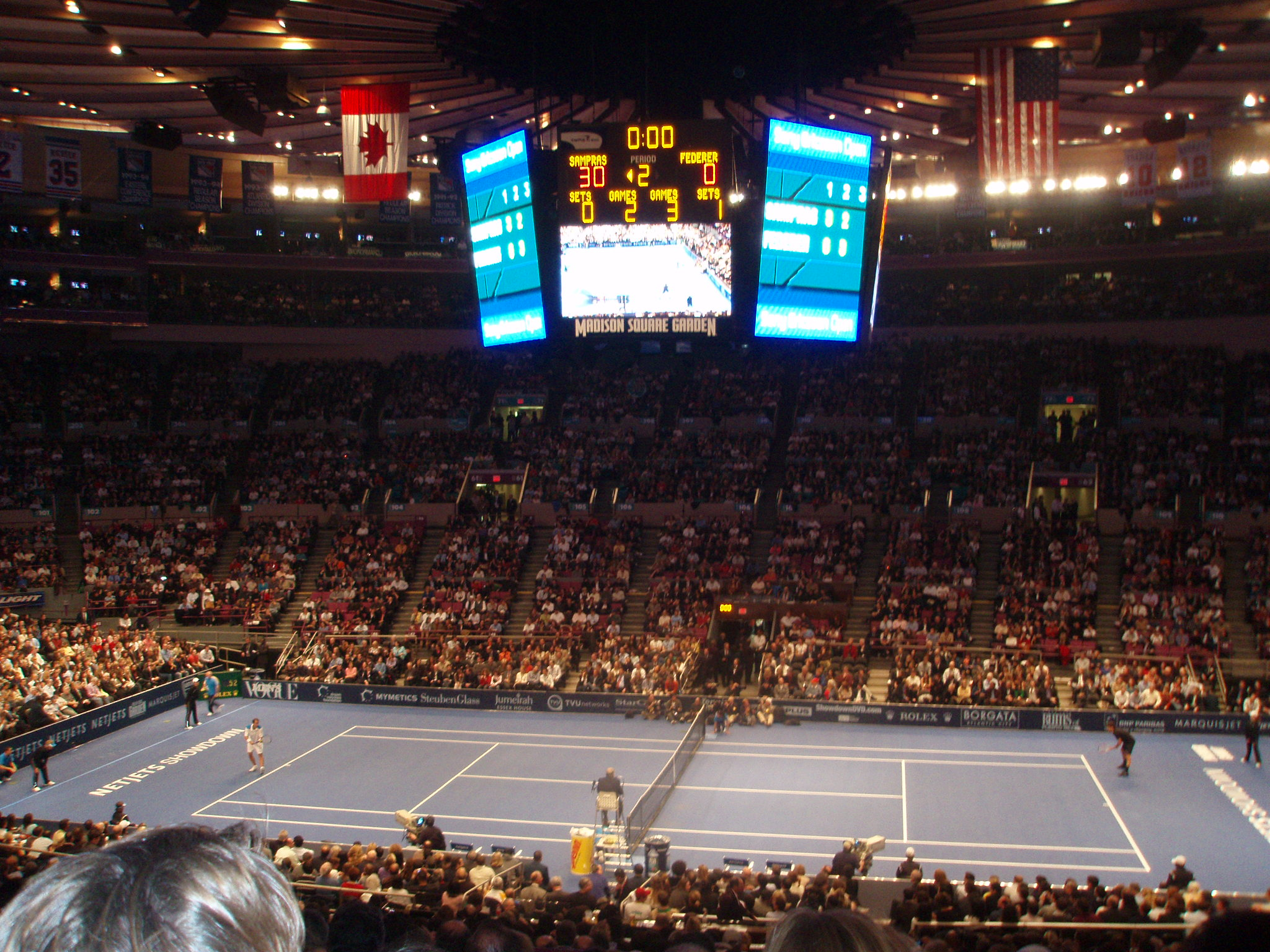
Tournoi de tennis.
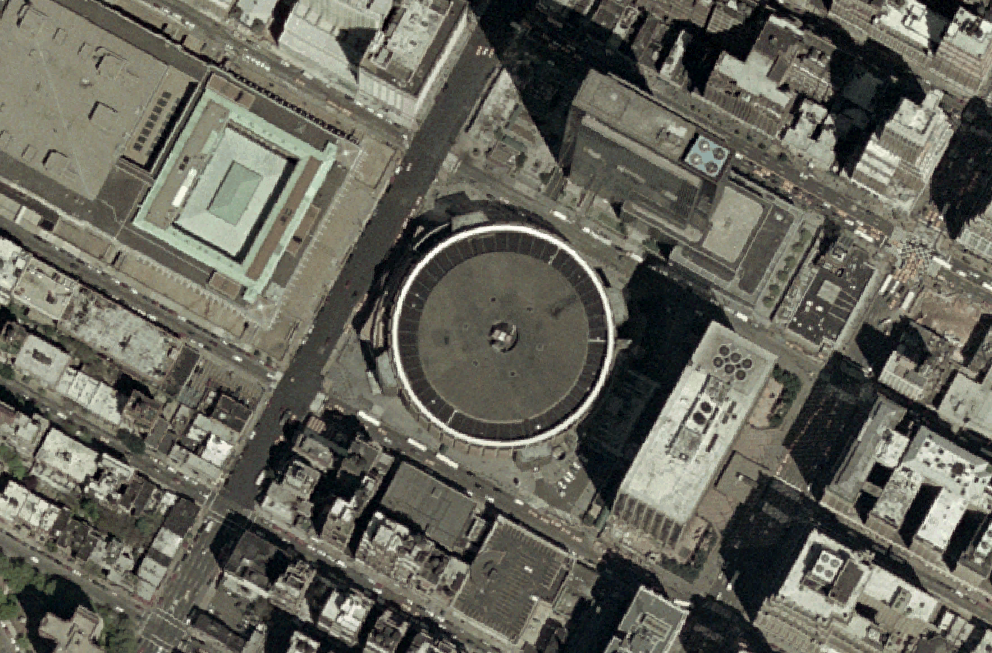
Image satellitaire du MSG IV.